# Seznam českých příjmení, Ď
Toto je seznam českých příjmení začínajících na písmeno Ď. Seznam zahrnuje pouze příjmení s nejméně dvaceti mužskými nositeli.
| Příjmení  | Počet | Přechýleně  | Počet | ORP s největší hustotou |
| --------- | ----- | ----------- | ----- | ----------------------- |
| Ďuriš     | 507   | Ďurišová    | 487   | Králíky                 |
| Ďurica    | 147   | Ďuricová    | 156   | Vítkov                  |
| Ďásek     | 146   | Ďásková     | 158   | Kraslice                |
| Ďulík     | 118   | Ďulíková    | 122   | Valašské Klobouky       |
| Ďurina    | 110   | Ďurinová    | 99    | Broumov                 |
| Ďurčo     | 97    | Ďurčová     | 122   | Blatná                  |
| Ďoubal    | 92    | Ďoubalová   | 98    | Kutná Hora              |
| Ďuráč     | 85    | Ďuráčová    | 89    | Králíky                 |
| Ďuračka   | 67    | Ďuračková   | 49    | Žatec                   |
| Ďurček    | 58    | Ďurčeková   | 42    | Mnichovo Hradiště       |
| Ďurček    | 58    | Ďurčková    | 1     | Mnichovo Hradiště       |
| Ďurďa     | 54    | Ďurďová     | 50    | Nový Bydžov             |
| Ďuďa      | 51    | Ďuďová      | 45    | Frýdlant                |
| Ďorď      | 45    | Ďorďová     | 38    | Nová Paka               |
| Ďurák     | 42    | Ďuráková    | 41    | Kaplice                 |
| Ďurač     | 42    | Ďuračová    | 30    | Vlašim                  |
| Ďurech    | 41    | Ďurechová   | 33    | Kraslice                |
| Ďurkáč    | 39    | Ďurkáčová   | 33    | Frýdlant nad Ostravicí  |
| Ďuraško   | 38    | Ďurašková   | 51    | Frýdlant                |
| Ďurčík    | 37    | Ďurčíková   | 35    | Frýdlant nad Ostravicí  |
| Ďurana    | 36    | Ďuranová    | 82    | Čáslav                  |
| Ďatko     | 33    | Ďatková     | 36    | Přelouč                 |
| Ďopan     | 31    | Ďopanová    | 35    | Mohelnice               |
| Ďurian    | 31    | Ďurianová   | 35    | Ostrov                  |
| Ďuroška   | 30    | Ďurošková   | 30    | Kraslice                |
| Ďurčanský | 29    | Ďurčanská   | 21    | Podbořany               |
| Ďoubalík  | 26    | Ďoubalíková | 21    | Semily                  |
| Ďurko     | 24    | Ďurková     | 44    | Mikulov                 |
| Ďuran     | 22    | Ďuranová    | 82    | Rokycany                |
| Ďurajka   | 22    | Ďurajková   | 20    | Frenštát pod Radhoštěm  |
| Ďulák     | 21    | Ďuláková    | 18    | Valašské Klobouky       |